# 3 км (зупинний пункт, Куп'янська дирекція Південної залізниці)
3 кіломе́тр — пасажирський залізничний зупинний пункт Куп'янської дирекції Південної залізниці.

## Загальний опис
Розташований у смт Безлюдівка (місцевість Мостобуд), Харківський район Харківської області на лінії Безлюдівка — Зелений Колодязь між станціями Основа (10 км) та Тернове (7 км).
Станом на травень 2019 року щодоби одна пара приміського електропоїзду здійснює перевезення за маршрутом Гракове — Харків-Левада.